# A lecsap csapat
A lecsap csapat (eredeti cím: Thunder Force) 2021-es amerikai szuperhős-filmvígjáték, amelyet Ben Falcone írt és rendezett. A főbb szerepekben Melissa McCarthy, Octavia Spencer, Jason Bateman, Bobby Cannavale és Pom Klementieff látható.
Az Amerikai Egyesült Államokban és Magyarországon is a Netflix mutatta be 2021. április 9-én. A film általánosságban negatív kritikát kapott.

## Cselekmény
Egy szupergonoszokkal teli világban Emily Stanton kifejleszt egy módszert, amivel szuperképességgel ruházza fel az embereket. Egy nap a volt legjobb barátnője, Lydia Berman tesz szert a képességekre. A két nő így összeáll és legyőzi A Királyt, ezzel megmentve a Földet.

## Szereplők
| Szereplő        | Színész                | Magyar hang        |
| --------------- | ---------------------- | ------------------ |
| Lydia Berman    | Melissa McCarthy       | Braun Rita         |
| Emily Stanton   | Octavia Spencer        | Kocsis Mariann     |
| Rák             | Jason Bateman          | Czvetkó Sándor     |
| A Király        | Bobby Cannavale        | Király Attila      |
| Laser           | Pom Klementieff        | Bogdányi Titanilla |
| Allie           | Melissa Leo            | Csere Ágnes        |
| Tracy           | Taylor Mosby           | Lamboni Anna       |
| Kenny           | Ben Falcone            | Fesztbaum Béla     |
| Norma nagymama  | Marcella Lowery        | Zsolnai Júlia      |
| Rachel Gonzales | Melissa Ponzio         | Kisfalvi Krisztina |
| Frank           | Kevin Dunn             | Rosta Sándor       |
| Andrew          | David Storrs           | Hannus Zoltán      |
| Jessie          | Tyrel Jackson Williams | Gacsal Ádám        |
| Clyde           | Brendan Jennings       | Kapácsy Miklós     |

A szinkront Börcsök Enikő emlékének ajánlották.

## A film készítése
2019. március 29-én jelentették be, hogy a Netflix zöld utat adott egy szuperhős–vígjáték filmre. Az írója és a rendezője Ben Falcon, a főbb szerepekben Melissa McCarthy és Octavia Spencer.
A forgatás 2019. szeptember 25-én kezdődött meg a georgiai Atlantában.  2019. december 10-én fejezték be a forgatást.

## Fogadtatás
A kritikusok bírálták a filmet, leginkább a humortalanságot, az életszerűtlenséget, a dramaturgiai hibákat, és a fárasztó szereplőket említették fő problémaforrásnak. Kitértek arra is, hogy az alapvetően tehetséges McCarthy ilyen filmekben pazarolja el a karrierjét.